# دامیانووو
دامیانووو (به بلغاری: Damyanovo) یک منطقهٔ مسکونی در بلغارستان است که در سولیوو واقع شده‌است.